# Remo Fernandes

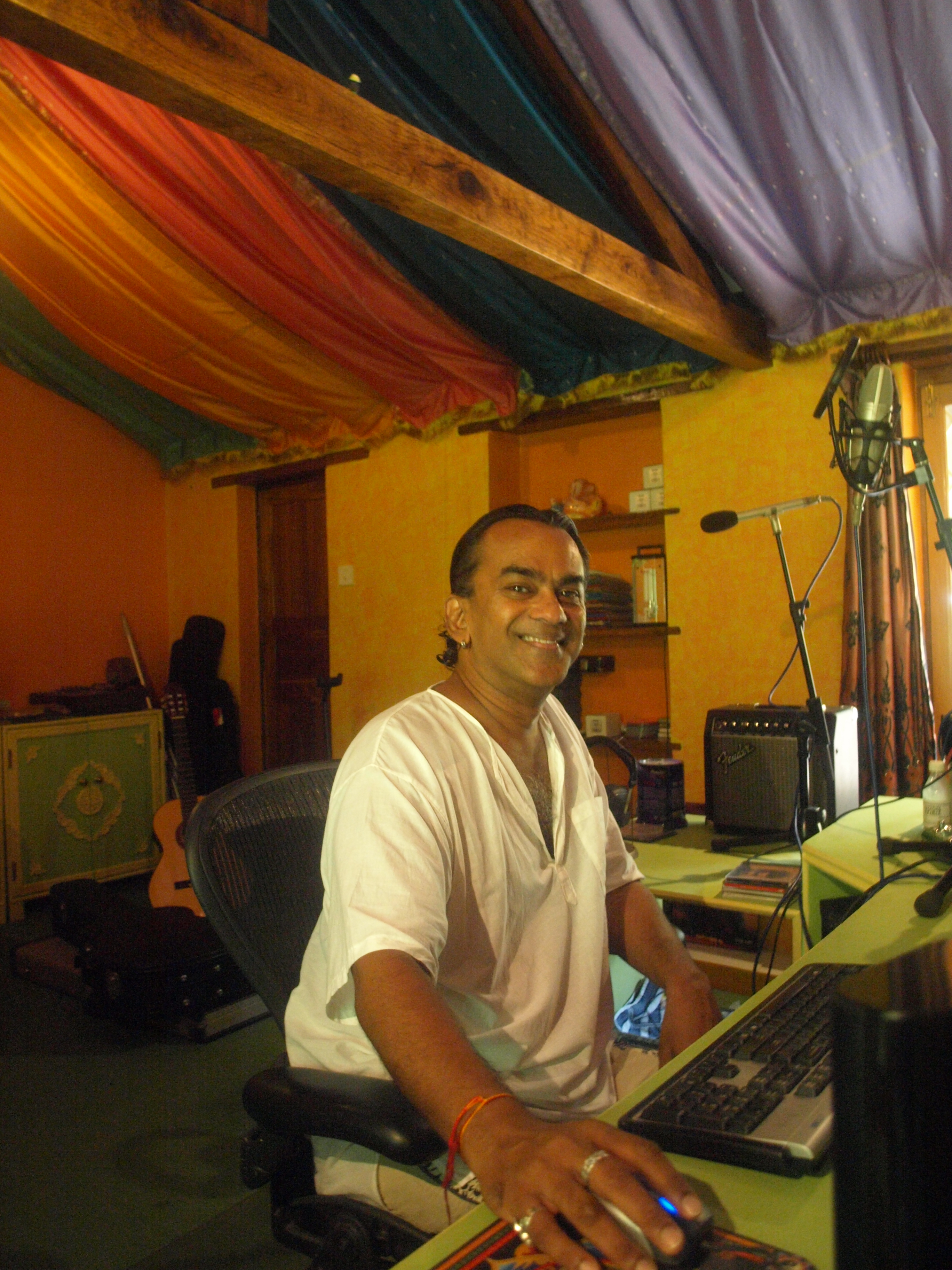
Remo Fernandes (2011)

Luís Remo de Maria Bernardo Fernandes (* 8. Mai 1953 in Panaji) ist ein indischer Sänger, Gitarrist und Komponist, der als Pionier der indischen Popmusik und später als Fusionmusiker bekannt wurde.

## Leben und Wirken
Remo Fernandes, der im Bundesstaat Goa geboren wurde, nahm bereits in seiner Kindheit verschiedenartigste Einflüsse sowohl indischer als auch westlicher Musik auf. Er stand schon fünfjährig auf der Bühne und komponierte seine ersten Lieder im Alter von vierzehn Jahren. Mit 17 Jahren leitete er eine Beatband. In Bombay studierte er fünf Jahre Architektur und gehörte zeitweilig zu der Rockband The Savages, mit der er (teils als Leadsänger) die EP Old Turkey Buzzard (1975) veröffentlichte. Danach trampte er zweieinhalb Jahre lang als Straßenmusiker durch Europa und Nordafrika.
Nach seiner Rückkehr nach Indien etablierte er sich als einer der erfolgreichsten Pop- und Fusionmusiker des Landes, beginnend mit den Alben Pack That Smack (1986) und Bombay City (1987), die mehrere Hits enthielten. In seinen Songs, die er in fünf Sprachen schreibt und interpretiert (Englisch, Hindi, Französisch, Portugiesisch und Konkani), verbindet er die Musik seiner Heimat Goa mit portugiesischen, afrikanischen und lateinamerikanischen Einflüssen. Mit seiner Band The Microwave Papadums unternimmt Fernandes internationale Konzerttourneen. Nach dem Tod der ursprünglichen Besetzung (Victor Alvares, Bass, Dharma Hirve, Tablas, Selwyn Pereira, Keyboards) bei einem Verkehrsunfall 2000 besteht sie aus dem Bassisten Mukesh Ghatwal, dem Tablaspieler Aditya Walavalkar und dem Schlagzeuger Jonathan Dias. 
Als Sänger (und begrenzt auch als Schauspieler) wirkte Fernandes an zahlreichen Bollywoodproduktionen mit; bekannt wurde er mit dem (15-minütigen) Titelsong des Films Jalwa (1987), den er auch komponierte. Er gewann Goldene Schallplatten, Platin- und doppelte Platinschallplatten und trat mit Gruppen wie Jethro Tull, Led Zeppelin, Queen, Eurythmics, aber auch mit Zakir Hussain und Trilok Gurtu auf. Die indische Regierung zeichnete ihn mit dem Padma Shri aus.